# (2999) Dante

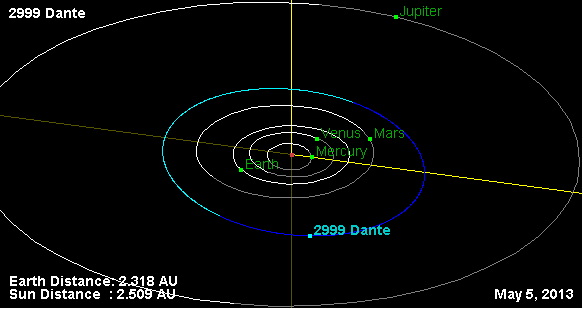
Orbite de Dante.

(2999) Dante est un astéroïde de la ceinture principale qui fut découvert par Norman G. Thomas le 6 février 1981. Son nom vient du poète Dante Alighieri.

## Compléments